# Laurent Dognin
Pour les articles homonymes, voir Dognin (homonymie).
Laurent Dognin, né le 3 janvier 1953 à Paris, est un prélat catholique français, évêque de Quimper et Léon depuis le 20 mai 2015.

## Biographie

### Jeunesse et formation
Laurent Dognin est né le 3 janvier 1953 à Paris, il a cinq frères et sœurs et grandit à Meudon où il prend conscience de sa vocation dès l'âge de huit ans. Il est ordonné prêtre le 15 juin 1980 pour le diocèse de Nanterre.

### Principaux ministères
Il exerce successivement les fonctions de vicaire à Levallois-Perret jusqu'en 1986, de vicaire puis de curé de la paroisse Sainte-Geneviève d'Asnières-sur-Seine jusqu'en 1997. De 1988 à 1990, il est également délégué régional du Frat de Lourdes (Lycéens d'Ile de France). En 1997, il devient curé de l'église Saint-Pierre et de celle de Saint-Jacques, poste qu'il occupe jusqu'en 2006 et doyen de Neuilly-sur-Seine de 1998 à 2003.
De 2003 à 2006, il exerce également la fonction de vicaire épiscopal pour le secteur Centre du diocèse de Nanterre. En 2006, il devient vicaire général du diocèse, chargé en particulier de la vie consacrée, des mouvements et associations de fidèles et modérateur de la curie diocésaine.
Il occupe également des responsabilités au sein de la fraternité Sacerdotale Jésus Caritas dont il est responsable régional pour l'Île-de-France et la Haute-Normandie de 2002 à 2008 et responsable européen de 2007 à 2011. Inspiré par cette spiritualité de Charles de Foucauld, il avait pris l'habitude de pratiquer une fois par mois, une journée de désert qu'il continue à prendre comme évêque.
Le 5 janvier 2011, le pape Benoît XVI le nomme évêque titulaire de Macriana in Mauretania et évêque auxiliaire de Bordeaux auprès du cardinal Jean-Pierre Ricard. Il est consacré par ce dernier le 27 février 2011.
Le 20 mai 2015, il est nommé par le pape François, évêque de Quimper et Léon et il est installé le 5 juillet 2015 en la cathédrale Saint-Corentin de Quimper. Ne connaissant le diocèse qu'en l'ayant traversé dans son adolescence à motocyclette, il exprime à sa nomination sa volonté de connaître quelques mots de breton et aussi d'en comprendre la culture. En juin 2020, il lance un appel au don pour son diocèse, le confinement dû à l'épidémie de Covid-19 ayant mis à mal l'équilibre budgétaire de celui-ci.

### Conférence des évêques de France
De 2012 à 2014, il est membre de la Commission épiscopale pour la Mission universelle de l’Église. Responsable du Service national de la pastorale des migrants et des personnes itinérantes (SNPMPI).
À ce titre, il participe, aux côtés de dix-huit organisations chrétiennes, à la rédaction d'une brochure consacrée à une réflexion chrétienne sur l'accueil des migrants : « À la rencontre du frère venu d'ailleurs ».
Le 17 avril 2013, il est élu président du conseil d'orientation de l'Union RCF Radio chrétienne francophone, à l'occasion de l'assemblée plénière des évêques de France à Paris.
À l'assemblée plénière des évêques de France d'avril 2014, il est élu, en outre, président de la Commission épiscopale pour la Mission universelle de l’Église, charge qu'il exercera jusqu'en juin 2020. Il est nommé le 1er juillet 2020, membre du Conseil épiscopal de la Vie Consacrée, évêque référent pour l'Ordo Virginum (Vierges consacrées), les veuves consacrées et les ermites. Charge qu'il exerça jusqu'en juin 2024. Au 1er juillet 2024, il est nommé membre du Conseil de la Communication.